# Clubiona mordica
Clubiona mordica là một loài nhện trong họ Clubionidae.
Loài này thuộc chi Clubiona. Clubiona mordica được Octavius Pickard-Cambridge miêu tả năm 1898.